# Жан Гранвіль
Жан Іньяс Ізідор Гранвіль (справжнє прізвище Жерар, фр. Jean Ignace Isidore Gérard, на прізвисько Grandville; 13 вересня 1803, Нансі, — 17 березня 1847, Ванв, О-де-Сен) — французький художник-ілюстратор.

## Біографія

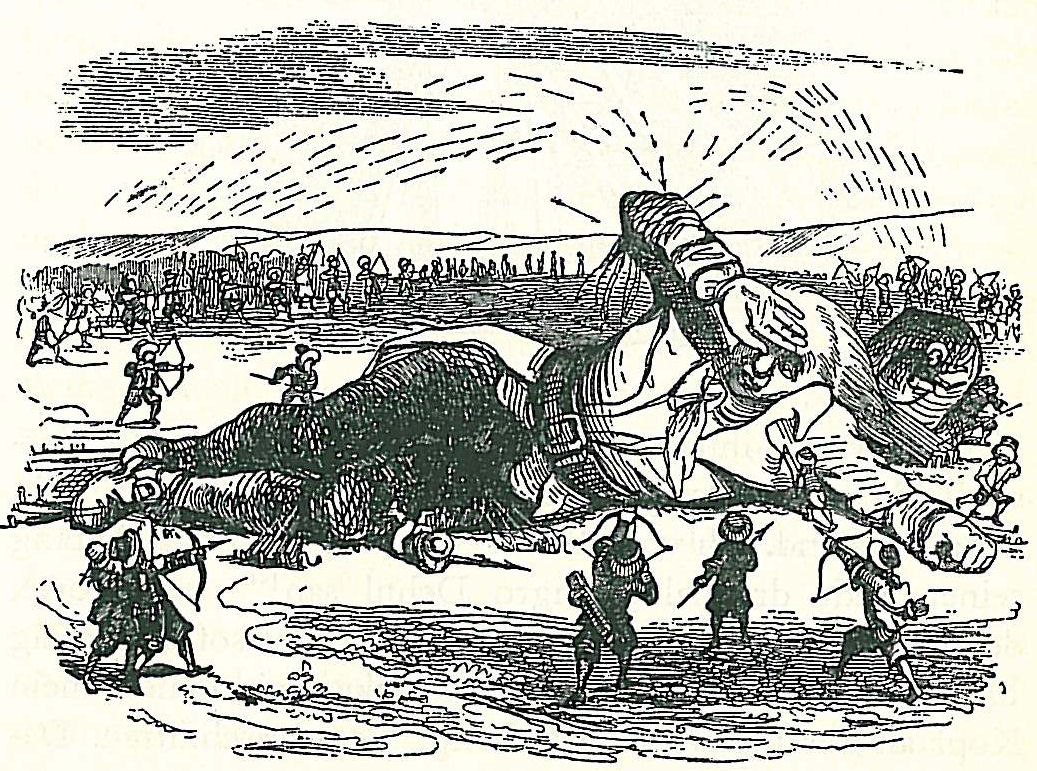
Ілюстрація до «Подорожей Гуллівера»

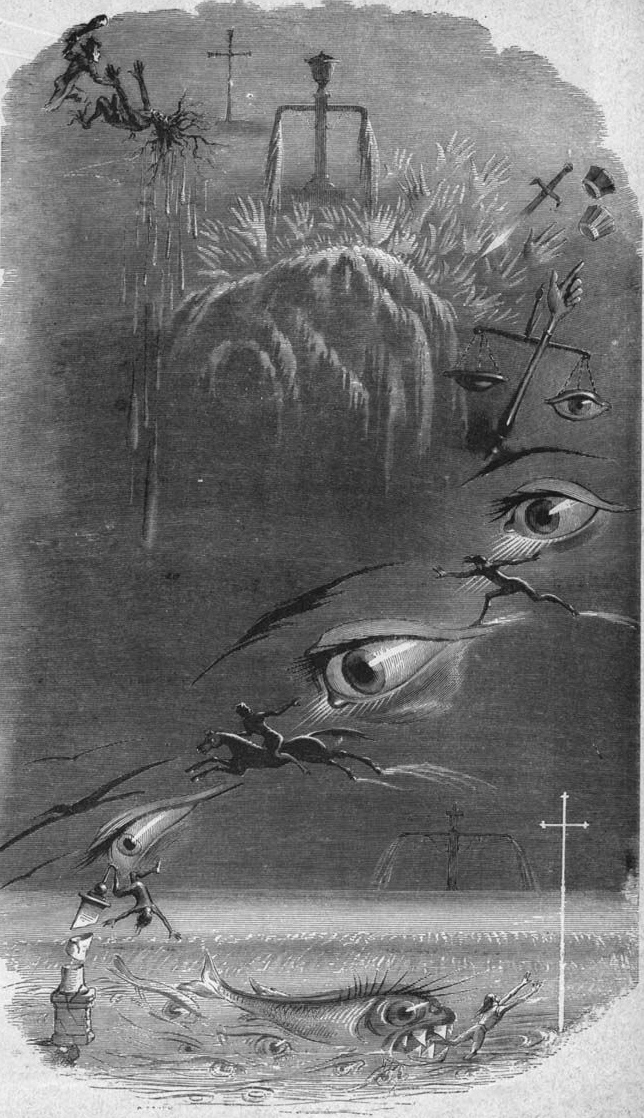
«Злочин і покарання», 1847

З родини художників і акторів: Гранвіль — сценічне ім'я його предків. Його батько, художник-мініатюрист, був першим його вчителем. Приїхавши в Париж на 20-му році життя, без будь-яких засобів, Гранвіль став працювати для сатиричних журналів. Міцну популярність він придбав з 1828, коли з'явилися його «Метаморфози» — типи відомих в Парижі діячів, зображених у вигляді різних тварин; художник зумів завдяки своїй тонкій спостережливості схопити найдивніші і вражаючі риси подібності між цими діячами і представниками тваринного світу. Після революції 1830 при порівняно великій свободі друку Гранвіль майже виключно присвятив себе політичній карикатурі; щодня в «Caricature» і в «Charivari» з'являлися його дотепні і їдкі малюнки, в яких він відбувався жартом представників липневої монархії. Кращі карикатури цієї епохи — «Mât de cocagne», «Convoi de la liberté» і «Basse-cour».
Вересневі закони дещо обмежили свободу Гранвіля; тим не менш, він продовжував працювати в тому ж напрямку і видав чудовий альбом, в якому капелюхи, парасольки і коміри грали, так би мовити, першорядну роль; той чи інший політичний діяч впізнавав себе в тростинці або в парасольці. До цих легких ескізах необхідно приєднати чудові малюнки, вміщені в «Magazin pittoresque», особливо «Обличчя кота» і «Голови людей і тварин».
Після смерті дружини і дітей Гранвіль збожеволів і помер в будинку божевільних.

## Творчість

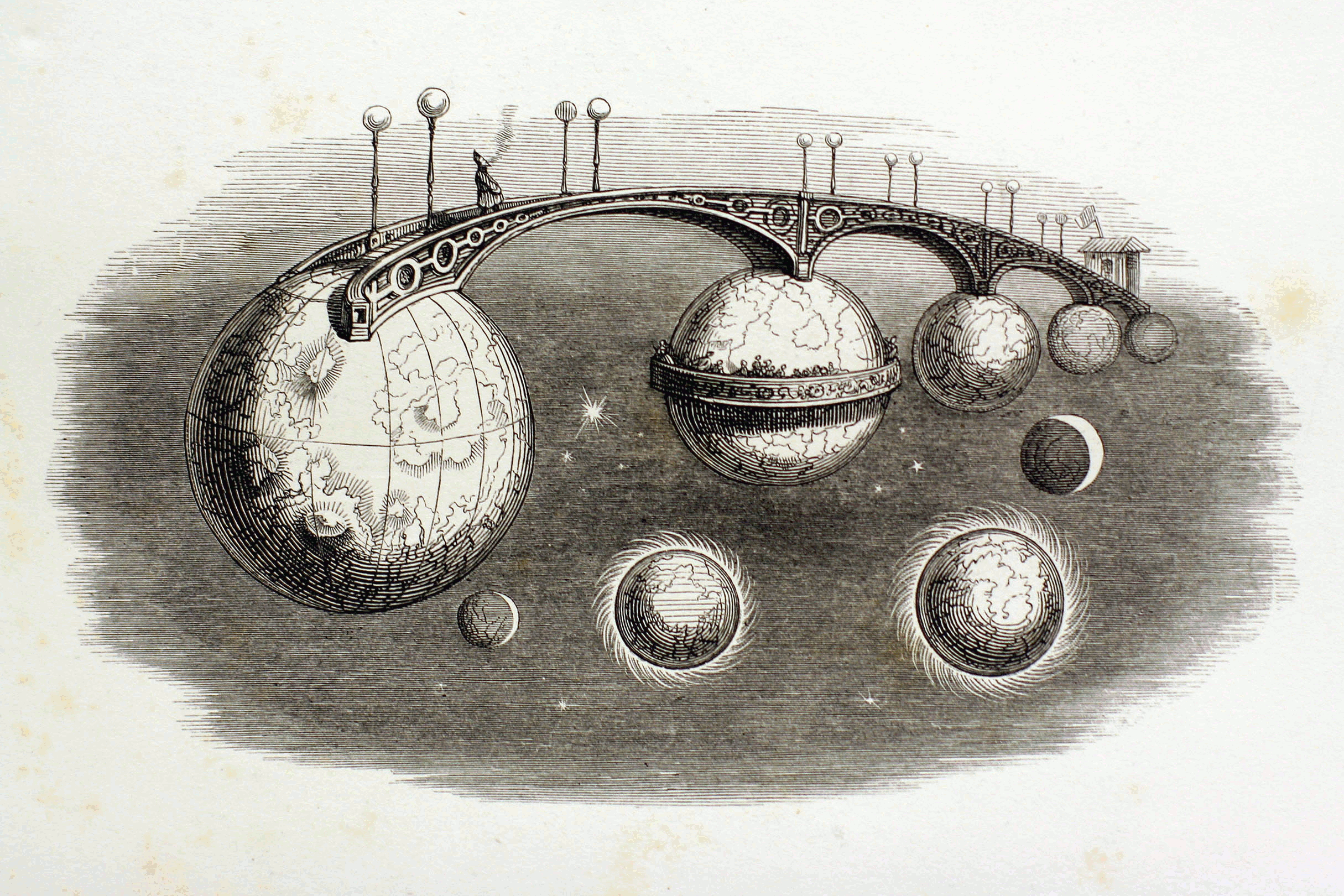
Із серії «Інший світ», 1844

Після Гаварні і Оноре Дом'є Гранвіль займає перше місце в історії французької карикатури; істотною властивістю його таланту була блискуча, незвичайно багата фантазія, зміцнюється і підтримувана тонкою спостережливістю і їдким гумором. Користуючись цими властивостями свого таланту, Гранвіль в своїх малюнках відтворив історію всіх смішних сторін і дивацтв свого часу. Але пристрасть надавати фізіономію і пороки людини спочатку тваринам і рослинам, а згодом і всякого роду неживим предметам під кінець життя Гранвіля зробилося настільки велике, що деякі його малюнки незрозумілі. Незважаючи на те, він — справжній мислитель, і зовсім не бажав смішити, надаючи людям зовнішність різних тварин, він був упевнений, що в перших зустрічаються ті ж самі низькі пороки та інстинкти, що і в других.
Гранвіль ілюстрував велику кількість творів; між ними особливою популярністю користуються «Байки Лафонтена», «Робінзон Крузо», «Лабрюйер», «Дон Кіхот», «Подорожі Гуллівера», «Байки Флоріана», «Пісні Беранже», «Жером Патюро» Луї Ребо, «Одухотворені квіти» і деякі інші.

## Видання
- Le Dimanche d'un bon bourgeois ou Les Tribulations de la petite propriété (1827)
- Les Métamorphoses du jour (1829)
- Fables de la Fontaine (1838)
- Peines de cœur d'une chatte anglaise et autres scènes de la vie privée et publique des animaux (1842, по Бальзаку)
- Petites misères de la vie humaine (1843)
- Autre monde. Transformations, visions, incarnations, ascensions, locomotions, explorations, pérégrinations, excursions, stations, cosmogonies, fantasmagories, rêveries, folâtreries, facéties, lubies, métamorphoses, zoomorphoses, lithomorphoses, métempsycoses, apothéoses et autres choses (1844)
- Cent proverbes (1845)
- Le Diable à Paris|Le Diable à Paris: Paris et les Parisiens. Mœurs et coutumes, caractères et portraits des habitants de Paris, tableau complet de leur vie privée, publique, politique et artistique … (1845 — 1846, 2 vol, у співавторстві з Гаварні та ін.)
- Jérôme Paturot à la recherche d'une position sociale (1846)
- Les Étoiles. Dernière féerie par J.-J. Grandville (1849)
- Catalogue Illustré de la Collection Dessins et Croquis Originaux (1853)
- Les Fleurs animées, illustrées par Grandville (1867)
- Les Métamorphoses du jour (1869)
- Aventures de Robinson Crusoé (1870)
- Fables de Florian, de Tobie et de Ruth (1870)

## Спадщина і визнання
Гранвіль вніс величезний внесок в іконологію фантастики. Його творчість притягувала Бодлера. Завдяки таким гравюрам, як «Злочин і кара», його вважають найближчим попередником сюрреалізма, його цінував Макс Ернст. Картини Гранвіля використовувала група Queen для обкладинок свого альбому Innuendo і синглів з цього альбому.